# Národní památník Pearl Harbor

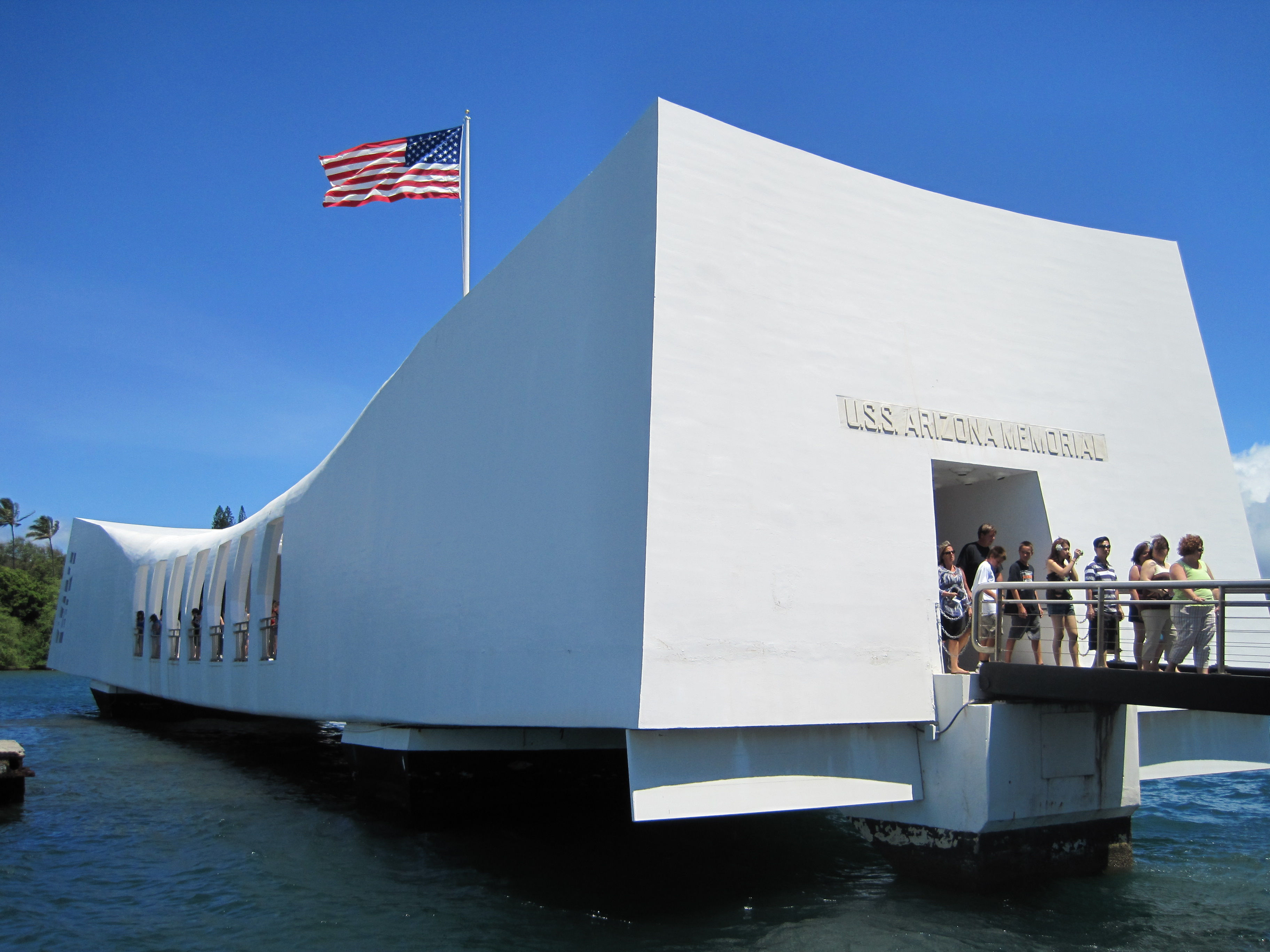
Památník USS Arizona, Pearl Harbor

Národní památník Pearl Harbor nacházející se na havajském ostrově Oahu patří pod správu Správu národních parků (National Park Service). Památník původně (v roce 1958) vznikl jako USS Arizona Memorial. Postupně se rozšiřoval a roce 2019 byl redesignován z památníku World War II Valor in the Pacific National Monument. na Pearl Harbor National Memorial.
Místo připomíná útok na Pearl Harbor 7. prosince 1941, při kterém zahynulo přes 2400 Američanů a bylo potopeno dvanáct válečných lodí. Na rozloze necelého jednoho čtverečního kilometru stojí památníky tří bitevních lodí : USS Arizony, USS Utah, USS Oklahomy, ubytovny pro důstojníky na Fordově ostrově, kotviště lodí a návštěvnické centrum .
V rozšířeném a zrekonstruovaném návštěvnickém centru návštěvníci získají mnoho informací o válce v Pacifiku a o útoku na Oahu. Součástí komplexu jsou dvě výstavní galerie, venkovní exponáty, audio prohlídka, kino a knihkupectví.
K památníku patří také bitevní loď USS Missouri, muzeum ponorky USS Bowfin a letecké muzeum Pearl Harbor.